# Sara Sedgwick
Sara Sedgwick (* 30. Januar 1984) ist eine ehemalige US-amerikanische Fußballspielerin.

## Karriere
Sedgwick spielte während ihres Studiums an der Harvard University von 2003 bis 2005 für deren Sportteam, den Harvard Crimson, in der Ivy League und kam in 47 Spielen zum Einsatz, in denen sie fünf Tore erzielte.
Zur Rückrunde der Saison 2006/07 verstärkte sie die Abwehr des bis dahin noch punktlosen Bundesliga-Letzten FFC Brauweiler Pulheim und kam in zehn Punktspielen zum Einsatz. Ihr Bundesligadebüt gab sie am 25. Februar 2007 (11. Spieltag) bei der 0:8-Niederlage im Heimspiel gegen den 1. FFC Frankfurt.
Nach dem Abstieg ihrer Mannschaft kehrte sie in die Vereinigten Staaten zurück und spielte für einige Monate beim W-League-Teilnehmer Boston Renegades, mit dem sie den Einzug in die Meisterschafts-Play-offs knapp verpasste.